# Bujutsu
Bujutsu (jap. 武術, dt. „Kriegs-/Militär-Kunst, -Technik“) ist der Oberbegriff für die früheren japanischen Kriegskünste. Nachdem das Erlernen der Techniken für kriegerische Zwecke nicht mehr nötig war, entwickelte sich in Japan aus dem Bujutsu das Budō.
Im 9. Jahrhundert stieg in Japan mit den Samurai eine aristokratische Kriegerkaste auf, die in den folgenden Jahrhunderten das gesamte Gemeinwesen dominierte. Diese Krieger übten sich in den verschiedensten Kampfdisziplinen, die teils mit, teils ohne Waffen ausgeübt wurden. Obwohl es für jede Waffe Spezialisten gab, wurden die Samurai in den wichtigsten Waffengattungen unterwiesen, damit sie im Kriegsfall für ihren Lehnsherren kämpfen konnten.
Die primären Waffen der Samurai waren das Schwert (Katana) (das Kämpfen mit dem Schwert wird im Kenjutsu gelehrt), Speer/Lanze Yari (Sōjutsu), Bogen/Pfeil Yumi, Ya (Kyūjutsu). Das Kämpfen mit dem (mittellangen) Stock (Jō) wird im Jōjutsu unterrichtet und das Kämpfen mit dem langen Stock (Bō) im Bōjutsu (der Stock war allerdings keine bevorzugte Samurai-Waffe, er wurde auch von anderen Ständen benutzt). Es gibt noch eine Vielzahl von verschiedenen anderen Jutsu.
Zu Beginn der Edo-Periode (ab 1603) wurde das Land politisch geeint und befriedet. Die Samurai verloren ihre ursprüngliche Aufgabe und wurden zunehmend zivil. Die Tradition des Übens der Kampfkünste aber erhielt sich, war sogar gesetzlich vorgeschrieben (Buke Shohatto), und erhielt durch die Hinzunahme moralischer und charakterlicher Lehren ein neues Fundament (Budō).
Mit der Modernisierung und Verwestlichung in der Meiji-Zeit (Schwertverbot, Haitorei, 1876) verloren die Bujutsu weiterhin an Boden. Die Übernahme westlicher Militärtechnologie schien die alten Bujutsu-Lehren überflüssig zu machen.
Dass sich einige der alten Kampfkünste erhalten haben, liegt an ihrer familienartigen Organisationsstruktur (Iemoto-System). Ein Meister einer Bujutsu-Schule (Ryū) hatte nur wenige ausgewählte Schüler, von denen wiederum einer der Erbe dieser Schule wurde (bevorzugt der älteste Sohn). Dieser „Siegelbewahrer“ knüpft sein Schicksal völlig an das Ryū und gewährleistet die Bewahrung der Lehre für die Zukunft. In vielen Bujutsu werden die Kerntechniken in formellen Abläufen (Kata) aufgezeichnet, deren Studium einen wesentlichen Bestandteil des Erlernens eines Ryū darstellen.
Früher gab es Hunderte von Ryū (Watatani und Yamada zählen weit über 700 Schulen), die aber zum größten Teil ausgestorben sind. Die Fälschung von Abstammungslinien war und ist heutzutage ein beliebtes Mittel, um die eigene Kampfkunst zu legitimieren oder um sich zu profilieren und damit Geld zu verdienen. Deshalb ist den Interessenten an der Ausübung einer Koryū anzuraten, sich vorher genau über die Ryū und den Lehrer zu informieren.